# Alonso de Arellano
Alonso de Arellano (?, Španělsko – 1566, Tichý oceán) byl španělský mořeplavec 16. století, který první přeplul Tichý oceán od západu na východ. Zásluhy za toto prvenství však náleží španělskému knězi a mořeplavci Andrésovi de Urdanetovi
Arellano velel jedné z lodí expedice Miguela Lópeze de Legazpiho, který jménem krále Filipa II. Španělského měl za úkol plout z Mexika přes Tichý oceán na Filipíny a pokusit se o zpáteční cestu s nákladem koření. Výpravy se účastnil také astronom a kněz Andrés de Urdaneta. Výprava vyplula 21. listopadu 1564 z La Navidadu v Mexiku. Arellano se během cesty od ostatních odpojil a přes Marshallovy ostrovy a Karolíny, kde objevil ostrovy Chuuk a další menší atoly doplul v roce 1565 na Filipíny, kde založil první španělskou základnu na ostrově Cebu. Po naložení se opět od výpravy odpojil a s lodí San Lucas vyplul na východ do Tichého oceánu. Na radu Andrése de Urdanety plul více na sever až ke 40° s.š., kde za podpory západního pasátu, který se dnes nazývá Kurošio, doplul za 3 měsíce do Kalifornie a poté do Acapulca v Mexiku. Velitel expedice Miguel López de Legazpi za Arellanou vyslal 1. června 1565 z Filipín do Ameriky loď San Pedro, které velel Andrés de Urdaneta objevitel západních pasátů na sever od rovníku. Vzhledem k tomu, že ho potkali na severu bouře se loď zdržela a k americkým břehům doplula až po Arellanovi.
Vzhledem k tomu, že Urdaneta se zabýval průzkumem západního pasátu a vedl podrobné záznamy o větrech vanoucích v severním Pacifiku a tuto cestu absolvoval krátce po Arellanovi jsou zásluhy za prvenství připisovány jemu. Arellano byl po návratu souzen za dezerci z výpravy na Filipínách. Při následující plavbě byl zabit vzbouřenou posádkou.